# Luiz Davidovich
Luiz Davidovich (Rio de Janeiro, 25 de junho de 1946) é um físico brasileiro. É professor emérito do Instituto de Física da Universidade Federal do Rio de Janeiro.

## Formação
Neto de asquenazes russos imigrados no Brasil após a Revolução de Outubro, é filho de Paschoal Davidovich (engenheiro sanitarista) e Fany Rachel Davidovich (pioneira da pesquisa científica em Geografia no Brasil), graduou-se em física, em 1968, pela Pontifícia Universidade Católica do Rio de Janeiro e obteve seu doutorado, em 1976, pela Universidade de Rochester, nos Estados Unidos, sob a orientação de Herch Moysés Nussenzveig.
É especializado em óptica quântica, ramo da física que investiga a interação da luz com a matéria na escala do infinitamente pequeno. E tem realizado pesquisas também na área de informação quântica, em especial em metrologia quântica, que investiga como a física quântica pode ajudar a aumentar a precisão de sensores.

## Carreira acadêmica
Ingressou na Academia Brasileira de Ciências em 1995. Foi eleito membro estrangeiro da Academia Nacional de Ciências dos Estados Unidos em 2006, da Academia Europeia de Ciências (EurASc) em 2021 e da Academia Chinesa de Ciências em 2021. Em março de 2016, tomou posse como presidente da Academia Brasileira de Ciências, para o período 2016-2019, e teve seu mandato renovado para o período 2019-2022. Em novembro de 2018, durante a 28ª Reunião Geral da Academia Mundial de Ciências, realizada em Trieste, Itália, foi eleito secretário-geral daquela instituição para o mandato 2019-2022.

## Prêmios
Em 2000 recebeu a Grã-Cruz da Ordem Nacional do Mérito Científico, outorgado pelo Presidente da República. Em 2001 foi agraciado com o Prêmio de Física da Academia Mundial de Ciências (TWAS). Em 2010 foi agraciado com o Prêmio Almirante Álvaro Alberto, o mais importante da ciência brasileira. Recebeu, também em 2010, a Medalha MéritoTamandaré, da Marinha do Brasil. Foi eleito Fellow da Optical Society of America em 2010 e da American Physical Society em 2014. Foi eleito Fellow do Hagler Institute for Advanced Study, da Universidade do Texas A&M, para o período 2019-2021. Recebeu o  Prêmio Willis E. Lamb para "Laser Science and Quantum Optics" em 2025. Tinha mais de cem artigos publicados em periódicos indexados até janeiro de 2025.